# René Hall
René Hall, (Morgan City, 26 september 1912 - Los Angeles, 11 februari 1988) was een Amerikaanse r&b-gitarist, songwriter en arrangeur.

## Carrière
Hall woonde vanaf zijn 12e levensjaar met zijn familie in New Orleans. Hij speelde van 1927 tot 1929 bij het orkest van Sam Morgan, maar wisselde daarna naar de David Jones-Lee Collins Astoria Hot Six (1923-1931) en speelde daarna tot 1932 bij Joe Robichaux. Aansluitend speelde hij bij het orkest Sidneys Southern Syncopators van Sidney Desvigne, die op rivierstoomboten speelden. Vanaf 1935 werkte hij bij het orkest van Ernie Fields, waarbij hij bleef tot 1942 en begon ook trombone te spelen. Vanaf 1942 concerteerde hij met het Jeter Pillars Orchestra in de Club Plantation in St. Louis. Van 1944 tot 1946 speelde hij bij Earl Hines, aansluitend drie jaar bij Andy Kirk. Daarna werkte hij met een eigen formatie. In 1950 bood hij als sextet opnamen aan onder eigen naam bij Jubilee Records. Zijn medespelers waren Reunald Jones, Buddy Tate, Bobby Donaldson en de broers Edwin en Bill Swanston. In hetzelfde jaar begeleidde hij met zijn band de zangeres Madeline Greene. In 1951 ontstonden trio-opnamen voor Decca Records en Regent Records. Tot 1952 werkte hij bovendien mee bij opnamen voor Clyde Bernhardt, Ernie Fields, Erskine Hawkins en het zangensemble The Ravens.
Met nummers als Flippin', Smitty's Toy Piano, Twitchy (1958) (met Willy Joe Duncan), Night Fright en Two Guitar Boogie transfereerde hij vanaf medio jaren 1950 naar de r&b en de vroege rock-'n-roll. Hij werkte tijdens deze periode onder andere bij Earl Bostic en Quincy Jones. In 1963 leidde hij een sessie van Sam Cooke (Rhythm and the Blues). Vanaf begin jaren 1960 hield hij zich ook bezig als songwriter. Hij schreef Everybody Knows I Love You (1962) voor Sam Taylor, School Days Blues voor B. Bumble & the Stingers en Big Noise From the Jungle voor Sandy Nelson. Bovendien was hij werkzaam als arrangeur voor Brook Benton (Wake Up bij RCA Victor).

## Overlijden
René Hall overleed in september 1988 op 75-jarige leeftijd.
- Library of Congress Control Number: n94058885
- MusicBrainz: d7428cd3-8ee3-4fb6-84d0-c19ccf99d54d
- Virtual International Authority File: 10147602424557640852